# Guatemala en los Juegos Olímpicos de Atlanta 1996
Guatemala estuvo representada en los Juegos Olímpicos de Atlanta 1996 por un total de 26 deportistas, 25 hombres y una mujer, que compitieron en 11 deportes.
El portador de la bandera en la ceremonia de apertura fue el atleta Julio René Martínez. El equipo olímpico guatemalteco no obtuvo ninguna medalla en estos Juegos.